# Yannick Mallégol
Yannick Mallégol (ur. 17 października 1968 roku w Melun) – francuski kierowca wyścigowy.

## Kariera
Mallégol rozpoczął karierę w międzynarodowych wyścigach samochodowych w 2007 roku od startów w klasie GT3 French GT Championship, gdzie jednak nie zdobywał punktów. W późniejszych latach Francuz pojawiał się także w stawce International GT Open, Ferrari Challenge Europe, V de V Challenge Endurance Moderne, ADAC GT Masters, FIA GT3 European Championship, Ferrari Challenge Italy, Blancpain Endurance Series, 24-godzinnego wyścigu Le Mans, FIA World Endurance Championship, European Le Mans Series oraz British GT Championship.